# Реймерис, Вацис
Ва́цис Ре́ймерис (Вацис Казимирович Реймерис; лит. Vacys Reimeris; 3 августа 1921, Куршенай, Шяуляйский район, Литва — 6 февраля 2017 года, Вильнюс, Литва) — литовский советский поэт, переводчик, заслуженный деятель культуры Литовской ССР (1965).

## Биография
Окончил начальную школу в Куршенай (1934) и гимназический курс „Savišvieta“ («Самообразование»; 1941). В начале Великой Отечественной войны был эвакуирован вглубь СССР. Затем участововал в боевых действиях. 
Член ВКП(б) с 1945 года. После войны работал на радио в Каунасе, был руководителем Каунасского отделения Союза писателей Литвы. Являлся главным редактором еженедельной газеты Союза писателей „Literatūra ir menas“ («Литература и искусство»; 1949—1959).
В 1956 году окончил Литературый институт им. А. М. Горького в Москве. В 1952—1954 годах — секретарь правления Союза писателей Литвы. В 1969—1986 годах — главный редактор еженедельной газеты Общества связи с соотечественниками за рубежом „Gimtasis kraštas“ («Родной край»).

## Творчество
В печати дебютировал в 1934 году. Первая книга стихов „Tėvų žemei“ («Земле отцов») вышла в 1945. Автор сборников стихов „Su pavasariu“ («С весной»; 1948), „Ir skrenda daina“ («И летит песня»; 1952), „Su tavim aš kalbu“ («С тобой я говорю»; 1958) и другие, также сборника поэм „Žemė su puokšte gėlių“ (1986), сборника стихов для детей „Šarkos švarkas“ (1974), „Į svečius Liliputijon“ (2001).
Издал сборник очерков о Литве „Lietuva — broliška žemė“ (1966) и книгу с впечатлениями о поездке в США „Užatlantės laiškai“ (1974).
В поэзии звучат темы официального оптимизма, мирного труда, героизма советского народа, борьбы за мир. Поэзия носит репортажный характер, часто с отчётливым повествовательным сюжетом. Значительная часть стихотворений — любовная лирика (особенно сборник „Ave Maria“).

## Переводы
Перевёл на литовский язык поэмы А. Т. Твардовского, стихотворения А. С. Пушкина, К. М. Симонова, Ираклия Абашидзе и других поэтов. В переводе Реймериса издана повесть Ванды Василевской «Просто любовь» („Tai tik meilė“, 1947)
Произведения Реймериса переводились на языки народов СССР. Известны переводы на английский, польский, русский (С. Шервинский, Евг. Винокуров, Михаил Двинский), украинский и другие языки.

## Награды и звания
- Орден Трудового Красного Знамени (1950).
- Орден Дружбы народов (1981).
- Орден «Знак Почёта» (1954).
- Заслуженный деятель культуры Литовской ССР (1965).
- Государственная премия Литовской ССР (1975).
- За цикл стихов об Индии в сборнике „Prie baltojo Tadžo“ («У белого Таджа», 1962) награждён премией Джавахарлала Неру (1968).
- Лауреат Весны поэзии (1977).
- Почётный гражданин Куршенай (1981).

## Сочинения
- Tėvų žemei («Земле отцов»). 1945.
- Su pavasariu («С весной»). 1948.
- Ir skrenda daina («И летит песня»). 1952.
- Su tavim aš kalbu («С тобой я говорю»). 1958.
- Prie baltojo Tadžo («У белого Таджа»). 1958.
- Pilnaties ratas («Круг полнолуния») 1962.
- Lietuva — broliška žemė (1966).
- Delnai («Ладони») 1968.
- Eisenos. Vilnius, 1970.
- Šarkos švarkas («Пиджак сороки») 1974.
- Užatlantės laiškai. 1974.
- Poetai vaikšto žeme («Поэты ходят по земле»). 1981.
- Žemė su puokšte gėlių («Земля с букетом цветов») 1986.
- Artumas («Близость»). 1987.
- Delčios metas. 1996.
- Ave Maria. 1996.
- Katrenai rytui vakarui. 1999.
- Į svečius Liliputijon. 2001.
- Kasdien būties korida. Saulės delta, 2004. ISBN 9955-522-20-8

- Твое тепло. Москва, 1961.
- Полнолуние, Москва, 1972.
- Забота: Избранное. Худ. Р. Дихавичюс, 586 с. Вильнюс: Вага, 1979.
- Поэты ходят по земле. 191 с. Вильнюс: Вага, 1981.
- Сорока-белобока: Для мл. школ. возраста. Худ. А. Склютаускайте. 111 с. Вильнюс: Вага, 1981.
- Не срывайте одуванчика: Для ст. шк. возраста. 215 с. Вильнюс: Вага 1982.
- Как мы путешествовали: Для дошк. возраста. Пер. с литов. Д. Белоуса, 21 с. Киев: Веселка, 1982.
- Жил-был толстяк: Для мл. шк. возраста. Худ. Н. Крижавичюте-Юргеленене. 40 с. Вильнюс: Вага, 1984.
- Земля с букетом цветов: Поэмы. Худ. С. Хлебинскас. 283 с. Вильнюс: Вага, 1986.
- Сто дядей: Для дошк. и мл. шк. возраста. Худ. Т. Бальчюнене, 45 с. Вильнюс: Витурис, 1986.
- Близость. Худ. Д. Рашкявичюс. 162 с. Вильнюс: Вага, 1987.